# Мокаро (Потенца)
Мокаро (итал. Moccaro) је насеље у Италији у округу Потенца, региону Базиликата.
Према процени из 2011. у насељу је живело 20 становника. Насеље се налази на надморској висини од 855 м.